# Prizzi
Prizzi település Olaszországban, Szicília régióban, Palermo megyében. Lakosainak száma 4172 fő (2023. január 1.). Prizzi Campofelice di Fitalia, Castronovo di Sicilia, Lercara Friddi, Palazzo Adriano, Vicari és Corleone községekkel határos.

## Népesség
A település lakossága az elmúlt években az alábbi módon változott:
| Lakosok száma | 4788 | 4716 | 4172 |
|               | 2017 | 2018 | 2023 |